# Erwin Nötzelmann

Erwin Nötzelmann

Erwin Nötzelmann (* 14. März 1907 in Königsberg; † 12. Februar 1981 in Hamburg) war ein deutscher Politiker (NSDAP).

## Leben und Wirken
Erwin Nötzelmann besuchte zunächst die Gemeindeschule in Graudenz, später, von 1920 bis 1922 eine Privatschule in Königsberg. Von 1922 bis 1925 erlernte er das Bau- und Maschinenschlosser-Handwerk. Danach war Nötzelmann mehrere Jahre lang – immer wieder unterbrochen durch Arbeitslosigkeit – in Ostpreußen und Sachsen als Schlossergeselle tätig.
Zum 10. September 1925 trat Nötzelmann in die NSDAP ein (Mitgliedsnummer 18.304). Daneben gehörte er auch der SA, später auch der SS an. Im Juli 1932 wurde Nötzelmann als Abgeordneter seiner Partei für den Wahlkreis 1 (Ostpreußen) in den Berliner Reichstag gewählt. Diesem gehörte er in der Folge ohne Unterbrechungen bis 1945 an.
1933 arbeitete Nötzelmann als Schlossergeselle in Zinten und wurde hauptamtlicher SA-Führer. Während der weiteren Dauer der nationalsozialistischen Herrschaft amtierte er unter anderem als Führer der SA-Brigade 3 (Bohen, Lötzen) und Führer der SA-Standarte 45 (Insterburg). Außerdem war er Träger des Goldenen Ehrenzeichens der NSDAP.